# Naissance en 1201
Naissance
- 1197
- 1198
- 1199
- 1200
- 1201
- 1202
- 1203
- 1204
- 1205

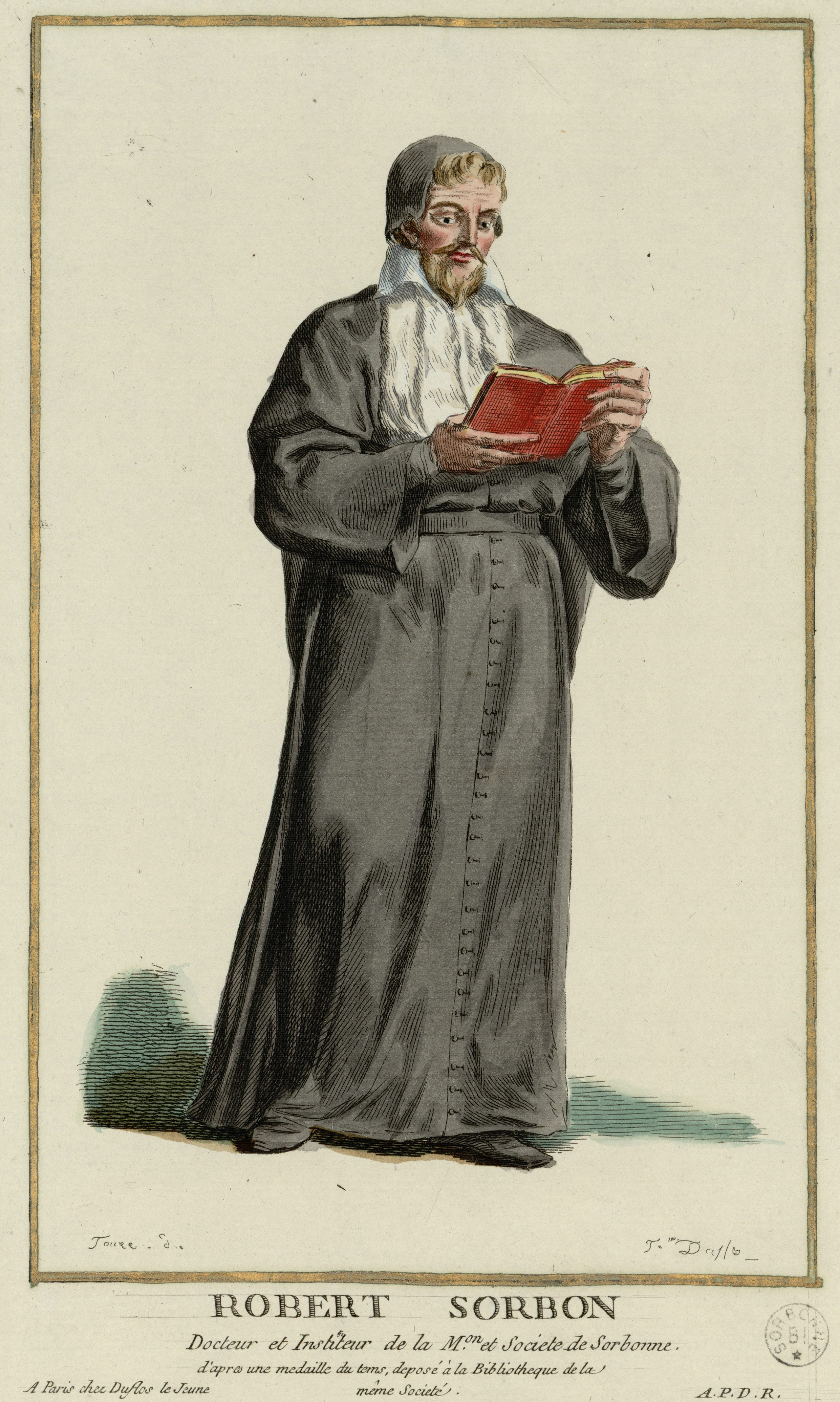
Robert de Sorbon, né en 1201.

Cette page dresse une liste de personnalités nées au cours de l'année 1201 :
- 16 février : Nasir ad-Din at-Tusi, ou Abū Jaʿfar Muḥammad ibn Muḥammad ibn al‐Ḥasan Naṣīr al‐Dīn al‐Ṭūsī, philosophe, mathématicien, astronome et théologien perse musulman.
- 3 avril : Marie de Souabe ou Hohenstaufen, noble allemande.
- 30 mai : Thibaud IV de Champagne, comte de Champagne (sous le nom de Thibaut IV) et roi de Navarre (sous le nom de Thibaut Ier).
- 9 octobre : Robert de Sorbon, théologien français.
- 10 octobre : Richard de Fournival, médecin, alchimiste, poète, clerc et érudit français.

- Agnès du Palatinat, ou Agnès de Brunswick, duchesse de Bavière.
- Diane d'Andalo, moniale dominicaine, fondatrice d'un couvent de Dominicaines en Italie.
- Daniel de Galicie, roi ruthène de Galicie-Volhynie de la dynastie des Romanovitch.
- Jean Ier de Suède, roi de Suède.
- Thomas de Cantimpré, ou Thomas Cantipratanus Brabantus ou Thomas Cantipratensis ou Guillaume Henri de Leeuw-Saint-Pierre, philosophe.

date incertaine (vers 1201)
- Robert de Courtenay (empereur latin de Constantinople).
- Alix de Thouars, duchesse de Bretagne et comtesse de Richemont.
- Qin Jiushao, mathématicien chinois.

## Crédit d'auteurs
- Cet article est partiellement ou en totalité issu de l'article intitulé « 1201 » (voir la liste des auteurs).